# Sorozat+
A Sorozat+ az RTL Csoport egyik fizetős csatornája, egyben az első olyan televízióadó Magyarországon, amely éjjel-nappal tévésorozatokat sugároz. A csatornán megtalálhatók a telenovellák, a sitcomok, a bűnügyi, a sci-fi és a drámai sorozatok.
A csatorna reklámidejét az RTL Saleshouse értékesíti.
A csatorna hangja 2008-tól 2010-ig Farkasházi Réka volt, jelenlegi hangja Ullmann Zsuzsa (2010-től 2018-ig Kálid Artúrral osztva). Néhány ajánló azonban a Film+ hangjával, Tarján Péterrel készült.

## Története
A csatorna indulását 2007. augusztus 14-én jelentette be az akkori tulajdonosa, az IKO Media Group, amikor 2007. szeptember 18-án a román CNA engedélyezte a társaságnak egy új csatorna elindítását, majd az év őszén a tulajdonos levédette a Sorozat+ nevet, ekkor már tervben volt egy olyan csatorna, amely a Film+-szal ellentétben kizárólag televíziós sorozatokat sugároz.
Az előzetes tervek szerint a csatorna 2007 novemberében indult volna. Az indulás végleges időpontját 2008. március 27-én jelentették be, mely 2008. április 2-án megtörtént. Nem sokkal az indulás után levédték a csatorna logóját.
A csatorna a televíziós sorozatokat az első évad első részétől tűzte műsorra, melyek között akkor a Garfield és barátai című rajzfilmsorozat is megtalálható volt 2008 szeptemberéig. A televízió 2008 októberétől kiemelt esti műsorsávot állított össze azoknak, akik a népszerű sorozatokat eredeti nyelven is meg akarták nézni. A Sorozat+ 2009-ben 1 126 500 háztartásban volt elérhető. Csaknem országos lefedettségű.
A csatorna első arculatát az argentin Punga TV munkatársai készítették, akik annak idején az RTL Klub, a (jelenleg RTL Három néven futó) Poén!, a Reflektor TV, a Film+ és a 2017-ben megszűnt Film+2 arculatát is készítették. 2010 novemberében váltott először arculatot.
2011. július 28-án másik 6 IKO-s csatornával együtt megvásárolta a luxemburgi székhelyű RTL Csoport. 2012. február 14-én napvilágot látott, hogy megszűnik, helyét az RTL Csoport új csatornája, az RTL II venné át, de szóba került, hogy a Prizma TV (jelenleg RTL Három) esetleg a Reflektor TV helyén indul az új csatorna, amely végül önálló csatornaként indult 2012. október 1-én. 2013. május 21-én szélesvászonra váltott. Székhelye 2015. január 1-től Luxemburg lett, a többi RTL-érdekeltségű kábelcsatornával együtt, 2015 márciusa óta az új székhely ellenére az RTL kábelcsatornái a magyar korhatárkarikákat használják.
2018. július 9-én 06:00-kor a csatorna ismét arculatot, valamint 10 év után logót váltott, ezzel párhuzamosan a Barátok közt sorozat ismétlései is ide kerültek át az RTL II-ről. Az arculatot a Play Dead tervezte.

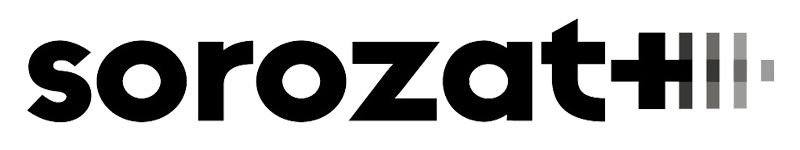
A Sorozat+ korábbi logója.

## Műsorkínálat
A csatornán hazai, európai és amerikai sorozatok a BBC-től, az RTL-től a Warner Bros.-től, a 20th Century Fox-tól és a világ más, híres stúdióitól nézhetőek.